# Watertoren (Soest)
De watertoren in Soest is gebouwd in 1931.
De watertoren is een rijksmonument en heeft een hoogte van 23,7 meter en heeft één waterreservoir van 200 m3. Het reservoir is in het cilindervormige bovenste gedeelte van de toren geplaatst en heeft een inwendige diameter van 6 meter. De opdrachtgever voor de bouw was de Arnhemsche Waterleiding-Maatschappij, een zusteronderneming van de Utrechtse Waterleiding Maatschappij. De architect van deze watertoren was de Bilthovense architect H.F. Mertens. Hij ontwierp ook de watertorens in Bilthoven (1926), Stadskanaal (1935) en Oude Pekela (1938). Mertens baseerde zich in zijn ontwerp op werk uit 1912 van Michel de Klerk.
In 1984 werd de toren buiten gebruik gesteld en in 1993 is de watertoren verbouwd tot woonhuis. Toen zijn er negen woonlagen aangebracht inclusief een dakterras. Ook is toen het staalwaterreservoir verwijderd met uitzondering van de bodem.
Eind 2006 heeft de heer Walter Juijn, winnaar van de Watertorenprijs 2004, zijn watertoren verkocht.
De watertoren heeft de status rijksmonument.